# Andreas Eschbach
Pour les articles homonymes, voir Eschbach.
Œuvres principales
- Des milliards de tapis de cheveux
- Jésus vidéo

Andreas Eschbach, né le 15 septembre 1959 à Ulm, est considéré comme l'un des écrivains majeurs de la science-fiction allemande et l'un des rares à avoir été traduit dans plusieurs langues.

## Biographie
Malgré des premiers écrits à l'âge de onze ans, Andreas Eschbach fait des études « classiques » dans le domaine aérospatial à l'université technologique de Stuttgart avant de travailler dans cette ville, comme développeur en informatique, puis comme cadre dans une entreprise de conseil.
Sa première publication professionnelle est une nouvelle, Poupées, qui sort en 1991 dans le magazine informatique allemand C't. Son premier roman, Des milliards de tapis de cheveux, publié en 1995, rencontre un grand succès qui lance sa carrière et lui permet de vivre de sa plume. Traduit entre autres en français, tchèque, italien, polonais, espagnol et anglais, ce livre lui vaut une renommée internationale. En 2001, son troisième roman, Jésus video (1998), est adapté en téléfilm qui vaut à la chaîne allemande qui le diffuse des records d'audience. Le roman Mille milliards de dollars (2001) a fait l'objet d'une adaptation pour la radio allemande en 2003.
Andreas Eschbach vit depuis 2003 en Bretagne avec sa femme Marianne. Il est l'un des rares écrivains allemands à vulgariser l'écriture par le biais de séminaires et d'ateliers, en particulier à l'Académie fédérale d'éducation culturelle de Wolfenbüttel. Il publie par ailleurs des romans destinés à la jeunesse.

## Thèmes
Les thèmes abordés par Andreas Eschbach sont le voyage dans le temps (boucle temporelle dans Jésus vidéo), l'influence de la technologie sur l'humanité (cyborg dans Le Dernier de son espèce), les mondes parallèles dans le présent ou un futur proche (fiction économique dans Mille milliards de dollars, politique dans Station solaire), la galaxie colonisée (organisation socio-politique dans Des milliards de tapis de cheveux, recherche de la planète-mère dans Kwest).

## Œuvres

### SérieJésus vidéo
1. Jésus vidéo, L'Atalante, coll. « La Dentelle du cygne », 2001 ((de) Das Jesus Video, 1998), trad. Claire Duval  (ISBN 2-84172-167-1)
2. L'Affaire Jésus, L'Atalante, coll. « La Dentelle du cygne », 2016 ((de) Der Jesus-Deal, 2014), trad. Pascale Hervieux  (ISBN 978-2841727551)

### SérieLe Projet Mars
1. Le Projet Mars, L'Atalante, coll. « La Dentelle du cygne », 2004 ((de) Das ferne Leuchten, 2001), trad. Claire Duval  (ISBN 2-84172-274-0)
2. Les Tours bleues, L'Atalante, coll. « Le Maedre », 2006 ((de) Die blauen Türme, 2005), trad. Joséphine Bernhardt  (ISBN 978-2841723492)
3. Les Grottes de verre, L'Atalante, coll. « Le Maedre », 2007 ((de) Die gläsernen Höhlen, 2006), trad. Joséphine Bernhardt  (ISBN 978-2841723874)
4. Des ombres dans la pierre, L'Atalante, coll. « La Dentelle du cygne », 2015 ((de) Die steinernen Schatten, 2007), trad. Pascale Hervieux  (ISBN 978-2841727025)
5. Les Sentinelles endormies, L'Atalante, coll. « La Dentelle du cygne », 2015 ((de) Die schlafenden Hüter, 2008), trad. Pascale Hervieux  (ISBN 978-2841727278)

### SérieLe Sanctuaire
1. Black*Out, L'Atalante, coll. « La Dentelle du cygne », 2011 ((de) Black*Out, 2010), trad. Pascale Hervieux  (ISBN 978-2-84172-555-7)
2. Hide*Out - Le Sanctuaire, L'Atalante, coll. « La Dentelle du cygne », 2012 ((de) Hide*Out, 2011), trad. Pascale Hervieux  (ISBN 978-284172-604-2)
3. Time*Out, L'Atalante, coll. « La Dentelle du cygne », 2014 ((de) Time*Out, 2012), trad. Pascale Hervieux  (ISBN 978-284172-662-2)

### SérieAquamarine
1. Aquamarine, L'Atalante, coll. « La Dentelle du cygne », 2017 ((de) Aquamarin, 2015), trad. Claire Duval  (ISBN 978-2841728084)
2. (de) Submarin, 2017
3. (de) Ultramarin, 2019

### SériePerry Rhodan
- (de) Der Gesang der Stille, 1998vol. 1935
- (de) Die Rückkehr, 2005vol. 2295
- (de) Die Falle von Dhogar, 2009vol. 2503
- (de) Ein unbedeutender Mann, 2011vol. 2614
- (de) Der Techno-Mond, 2013vol. 2700
- (de) Das größte Abenteuer, 2019

### Romans indépendants
- Des milliards de tapis de cheveux, L'Atalante, coll. « La Dentelle du cygne », 1999 ((de) Die Haarteppichknüpfer, 1995), trad. Claire Duval  (ISBN 2-84172-111-6)
- Station solaire, L'Atalante, coll. « La Dentelle du cygne », 2000 ((de) Solarstation, 1996), trad. Claire Duval  (ISBN 2-84172-129-9)
- (de) Kelwitts Stern, 1999  (ISBN 3-40423-232-1)
- Kwest, L'Atalante, coll. « La Dentelle du cygne », 2002 ((de) Quest, 2001), trad. Claire Duval  (ISBN 2-84172-216-3)
- (de) Eine Billion Dollar, 2001  (ISBN 3-7857-2049-1)
- (de) Exponentialdrift, 2003  (ISBN 3-40414-912-2)Publié initialement en 2002 sous forme de feuilleton dans le Frankfurter Allgemeine Zeitung
- Le Dernier de son espèce, L'Atalante, coll. « La Dentelle du cygne », 2006 ((de) Der Letzte seiner Art, 2003), trad. Joséphine Bernhardt et Claire Duval  (ISBN 2-84172-325-9)
- (de) Der Nobelpreis, 2005  (ISBN 3-78572-219-2)
- En panne sèche, L'Atalante, coll. « Insomniaques et ferroviaires », 2009 ((de) Ausgebrannt, 2007), trad. Frédéric Weinmann  (ISBN 978-2-84172-420-8)
- (de) Ein König für Deutschland, 2009  (ISBN 978-3-7857-2374-6)
- Maître de la matière, L'Atalante, coll. « La Dentelle du cygne », 2013 ((de) Herr aller Dinge, 2011), trad. Pascale Hervieux  (ISBN 978-2841726479)
- (de) Todesengel, 2013
- L'Or du Diable, L'Atalante, coll. « La Dentelle du cygne », 2018 ((de) Teufelsgold, 2016), trad. Pascale Hervieux  (ISBN 978-2841728367)
- (de) NSA - Nationales Sicherheits-Amt, 2018
- (de) Eines Menschen Flügel, 2020

### Romans destinés à la jeunesse
- Copie parfaite, Pocket Jeunesse, 2010 ((de) Perfect Copy — Die zweite Schöpfung, 2002), trad. Anne Lanchon  (ISBN 2-266-19864-5)
- Un don presque mortel, Pocket Jeunesse, 2011 ((de) Die seltene Gabe, 2004), trad. Jörg Stickan et Sacha Zilberfarb  (ISBN 978-2266198653)

### Nouvelles traduites en français
- Les Merveilles de l'Univers, 1999 ((de) Die Wunder des Universums, 1997)
- Pourquoi il fallait qu'il pleuve le jour de l'éclipse, 2001 ((de) Warum es während der Sonnenfinsternis regnen mußte, 1999)
- La Redécouverte, 2000 ((de) Die Wiederentdeckung, 2000)
- Le Semeur de cauchemar, 2000 ((de) Der Alptraummann, 2000)
- L'Envol du faucon sagittal, 2000 ((de) Der Schwung der Pfeilfalken, 2000)
- L'Amour des yengs, 2001 ((de) Die liebe der Jengs, 2001)
- Un monde vierge, 2002 ((de) Eine unberührte Welt, 2002)
- Les Fleurs de ma mère, 2013 ((de) Mutters Blumen, 2008)

#### Essai
- (de) Das Buch von der Zukunft, 2004  (ISBN 3-871-34476-1)

## Prix littéraires
- 1994 : bourse Arno-Schmidt ;
- 1996 : prix allemand de science-fiction, catégorie meilleur roman, pour Des milliards de tapis de cheveux ;
- 1997 : prix allemand de science-fiction, catégorie meilleur roman, pour Station solaire ;
- 1997 : prix Kurd-Laßwitz du meilleur roman pour Station solaire ;
- 1998 : prix allemand de science-fiction, catégorie meilleure nouvelle, pour Les Merveilles de l'Univers ;
- 1999 : Fantastic Award, catégorie meilleur roman, pour Jésus vidéo ;
- 1999 : prix allemand de science-fiction, catégorie meilleur roman, pour Jésus vidéo ;
- 1999 : prix Kurd-Laßwitz du meilleur roman pour Jésus vidéo ;
- 2000 : prix Kurd-Laßwitz du meilleur roman pour Kelwitts Stern ;
- 2000 : prix Bob Morane (belge) pour Des milliards de tapis de cheveux ;
- 2000 : grand prix de l'Imaginaire du meilleur roman étranger pour  Des milliards de tapis de cheveux ;
- 2002 : prix Kurd-Laßwitz du meilleur roman pour Kwest ;
- 2004 : prix Kurd-Laßwitz du meilleur roman pour Le Dernier de son espèce ;
- 2004 : prix allemand de science-fiction, catégorie meilleur roman, pour Le Dernier de son espèce ;
- 2004 : grand prix de l'Imaginaire, catégorie Prix européen pour l'anthologie Eine Trillion Euro ;
- 2005 : prix de fantasy allemand pour Quantenmüll ;
- 2008 : prix Kurd-Laßwitz du meilleur roman pour En panne sèche ;
- 2019 : prix Kurd-Laßwitz du meilleur roman pour NSA – Nationales Sicherheits-Amt.